# 1572

## أحداث
- 1 يونيو: تأسيس مدينة وانكاشو وتقع حاليا في بيرو.
- 24 أغسطس وقوع مذبحة سان بارتيليمي والتي قتل بها ما يقارب 4000 من البروتستانت الفرنسيين، وقد دبر هذه المذبحة ملك إسبانيا فيليب الثاني والبابا وبعض الكاثوليك، وقد اعتبر الكاثوليك هذه المذبحة نصرًا كاثوليكيًا.

## مواليد
- ثيودوروس شريفيليوس
- محمد هاشم سنجر الكاشاني
- جعفر الخطي

### سبتمبر
- 27 سبتمبر - صدر الدين الشيرازي عالم وإلهياتي شيعي إيراني وفيلسوف من مدرسة الحكمة المتعالية.

## وفيات
- جون نوكس